# Jacques Droëtti
Jacques Droëtti (datas desconhecidas) foi um ciclista italiano que participava em competições de ciclismo de pista. Ele participou nos Jogos Olímpicos de 1900 em Paris, na prova de velocidade, onde foi eliminado na eliminatória.